# Vriesea regnellii
Vriesea regnellii är en gräsväxtart som beskrevs av Carl Christian Mez. Vriesea regnellii ingår i släktet Vriesea och familjen Bromeliaceae. Inga underarter finns listade i Catalogue of Life.